# Chambre d'Ames
Pour les articles homonymes, voir Ames (homonymie).

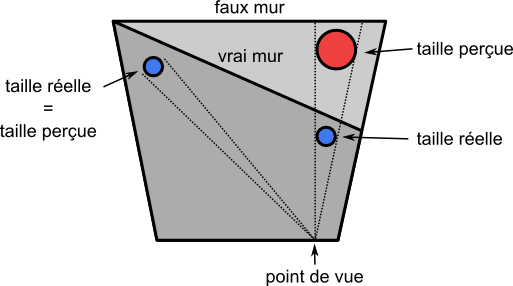
Schéma de la chambre d'Ames.

Second schéma.

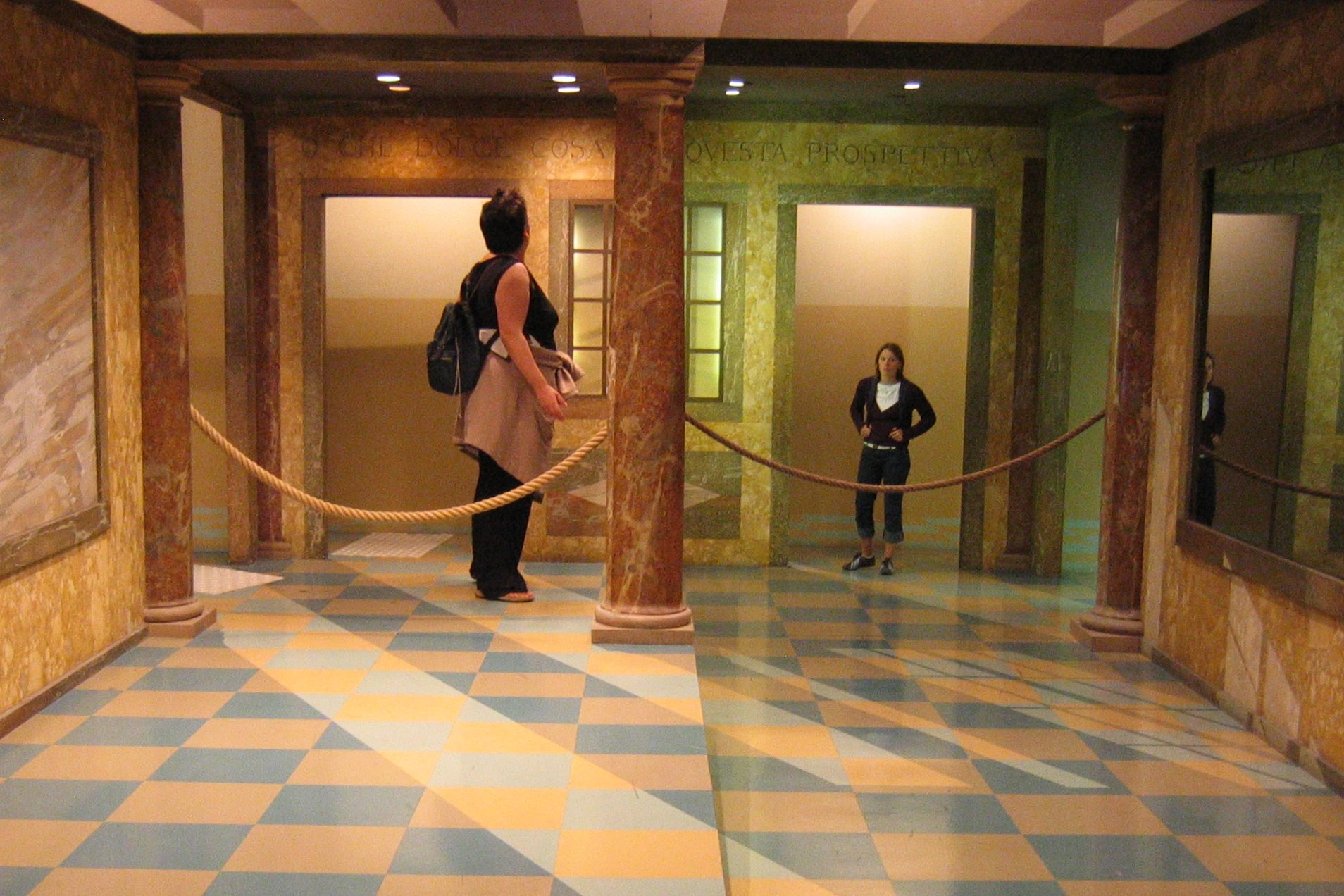
Chambre d'Ames au musée des sciences de La Villette.

La chambre d'Ames est une illusion d'optique construite par l'ophtalmologiste américain Adelbert Ames Jr. (en) en 1946.
Il se base, pour cette construction, sur un concept d'Hermann von Helmholtz à la fin du XIXe siècle. Elle est le fruit de l'association de deux illusions :
1. la pièce apparaît cubique si elle est observée à partir d'un point spécial (la vision doit s'effectuer avec un seul œil, afin d'éliminer l'effet stéréoscopique, en fait elle est trapézoïdale) ;
2. les personnes grandissent ou rétrécissent en passant d'un angle à l'autre.

Cet effet est parfois utilisé au cinéma comme effet spécial pour représenter des personnages de tailles différentes.